# زيد بن معقل الجعفي
زيد بن معقل الجعفي (توفي في 61هـ/ 680 م) هكذا ورد في زيارة الناحية المقدسة، ويعتقد أنه بدر بن معقل الجعفي عدَ من المشاركين في معركة كربلاء مع الحسين بن علي بن أبي طالب، وقتل فيها عام 61هـ.